# Élections constituantes de 1946 dans le Bas-Rhin
Les élections constituantes françaises de 1946 se tiennent le 2 juin. Ce sont les deuxièmes élections constituantes, après le rejet du projet de Constitution française du 19 avril 1946 lors du référendum du 5 mai.

## Mode de scrutin
L'assemblée constituante est composée de 586 sièges pourvus au scrutin proportionnel plurinominal suivant la règle de la plus forte moyenne dans chaque département, sans panachage ni vote préférentiel.
Dans le département du Bas-Rhin, huit députés sont à élire.

## Élus
| Député sortant         | Parti | Parti | Député élu ou réélu    | Parti | Parti |
| ---------------------- | ----- | ----- | ---------------------- | ----- | ----- |
| Marcel Rosenblatt      |       | PCF   | Marcel Rosenblatt      |       | PCF   |
| Marcel-Edmond Naegelen |       | SFIO  | Marcel-Edmond Naegelen |       | SFIO  |
| Henri Meck             |       | MRP   | Henri Meck             |       | MRP   |
| Alfred Oberkirch       |       | MRP   | Albert Ehm             |       | MRP   |
| Joseph Sigrist         |       | MRP   | Joseph Sigrist         |       | MRP   |
| Pierre Pflimlin        |       | MRP   | Pierre Pflimlin        |       | MRP   |
| Albert Schmitt         |       | MRP   | Albert Schmitt         |       | MRP   |
| René Capitant          |       | UDSR  | Pierre Clostermann     |       | UDSR  |

## Résultats

### Résultats à l'échelle du département
| Parti    | Parti      | Tête de liste          | Résultats | Résultats | Sièges |  |
| Parti    | Parti      | Tête de liste          | Voix      | %         |        |  |
| -------- | ---------- | ---------------------- | --------- | --------- | ------ |  |
|          | MRP        | Henri Meck             | 159 330   | 49,73     | 5      |  |
|          | RGR-Gaull. | Pierre Clostermann     | 55 060    | 17,18     | 1      |  |
|          | PCF        | Marcel Rosenblatt      | 45 634    | 14,24     | 1      |  |
|          | SFIO       | Marcel-Edmond Naegelen | 37 772    | 11,79     | 1      |  |
|          | PRL        | Charles Frey           | 22 615    | 7,06      | -      |  |
|          |            |                        |           |           |        |  |
| Inscrits | Inscrits   | Inscrits               | 426 674   | 100,00    | 8      |  |
| Votants  | Votants    | Votants                | 325 657   | 76,33     |        |  |
| Exprimés | Exprimés   | Exprimés               | 320 411   | 98,39     |        |  |